# نور الدين البحيري
نور الدين البحيري ولد في 10 يوليو 1958 في جبنيانة، هو محامي وسياسي تونسي. شغل منصب وزير العدل في حكومة حمادي الجبالي بين 2011 و2013، ثم أصبح وزيرا معتمدا لدى رئيس الحكومة في حكومة علي العريض بين 2013 و2014.

## السيرة الذاتية

### التكوين
البحيري لديه الإجازة في الحقوق من قبل كلية الحقوق والعلوم السياسية بتونس (جامعة تونس المنار). أصبح بعد ذلك محام في محكمة التعقيب بتونس العاصمة، كان كذلك منسق لجنة المحامين أمام المحكمة العسكرية في 1992.

### النشاط الحقوقي
انتمى البحيري إلى حركة النهضة منذ 1977، وشغل فيها عدة مناصب، خاصة إدارة الجناح الطلابي للحركة في الجامعة. أصبح بعدها عضو المكتب السياسي والمكتب التنفيذي ومجلس الشورى منذ 1981، قبل أن يصبح مسؤولا عن القسم السياسي فيها. سجن البحيري لانتمائه للحركة بين فبراير وسبتمبر 1987.

كان البحيري أيضا ناشطا جمعياتيا، فكان عضو المكتب التنفيذي لمركز تونس لاستقلال القضاء والمحاماة قبل الثورة التونسية.

البحيري هو أحد مؤسسي المنظمة الوطنية للكفاح ضد التطبيع مع الدولة الصهيونية وكذلك اللجنة الوطنية لمساندة العراق. منذ 2011، كان عضوا في التنسيقية الوطنية لمساندة الثورة السورية، إلى جانب عضويته في العديد من الجمعيات والمنظمات المدافعة عن حقوق الإنسان.

### وزير العدل
بعد فوز حركة النهضة فانتخابات المجلس الوطني التأسيسي التونسي في 23 أكتوبر 2011، أين فاز بمقعد فيه عن دائرة ولاية بن عروس، تم تعيين البحيري في منصب وزير العدل في حكومة حمادي الجبالي في 24 ديسمبر 2011. للتفرغ لهذا المنصب، استقال من المجلس التأسيسي كنائب في 9 مايو 2012.

بعد استقالة حكومة حمادي الجبالي، ظهر اسم البحيري من بين المرشحين لخلافة الجبالي، لكن حركة النهضة فالنهاية قدمت وزير الداخلية علي العريض لرئاسة الحكومة، وهو ما تم في 13 مارس 2013، وعين البحيري كوزير معتمد لدى رئيس الحكومة وذلك حتى 29 يناير 2014.

رشح البحيري نفسه لانتخابات 26 أكتوبر 2014، وفاز بمقعد عن الحركة في مجلس نواب الشعب الجديد.
نور الدين بحيري، اعتقل في 31 ديسمبر 2021 بمنطقة المنار بتونس العاصمة.

### إعتقاله ووضعه قيد الإقامة الجبرية
بعد إجراءات 25 يوليو 2021، رفعت الحصانة البرلمانية عن النائب نور الدين البحيري. الإجراءات التي اعتبرها البحيري انقلابا على الدستور ودعم الإحتجاجات المناهضة لها وللرئيس قيس سعيد.
وفي 31 ديسمبر 2021، أعلنت حركة النهضة في بيان لها ''اختطاف نائب رئيس حركة النهضة والنائب بالبرلمان نور الدين البحيري من طرف أعوان أمن بالزي المدني وتم واقتياده لجهة غير معلومة". وتابعت الحركة في بيانها ''وتم خلال عملية الخطف تعنيف الأستاذة المحامية سعيدة العكرمي زوجة نور الدين البحيري التي كانت برفقته". الحادثة التي أكدها النائب بالبرلمان «المجمد» سمير ديلو في تصريحه، أن «البحيري كان بصدد مغادرة منزله صحبة زوجته سعيدة العكرمي، حين اعترضته سيارتان مدنيتان ونزل منهما أشخاص يرتدون زيا مدنيا واختطفاه واعتدوا على زوجته وافتكوا منها هاتفها الجوال ومفتاح سيارتها واقتادوه إلى مكان مجهول» على حد تعبير سمير ديلو.
في 2 يناير 2021، أعلنت حركة النهضة تعكر الحالة الصحية لنور الدين البحيري حيث أكد القيادي بالحركة منذر الونيسي أن البحيري لم يتمكن من أدويته منذ 3 أيام، لافتا إلى أن الحركة تحصلت على معطيات حول تعكر حالته الصحية ونقله إلى أحد المستشفيات. لاحقا، أعلنت هيئة الدفاع عن البحيري نقله إلى مستشفى الحبيب بوقطفة ببنزرت بعد تدهور حالته الصحية.
قال وزير الداخلية توفيق شرف الدين في نقطة إعلامية، الاثنين 3 يناير 2021، أن قراري الإقامة الجبرية في حق القيادي بحركة النهضة نور الدين البحيري والمسؤول السابق بوزارة الداخلية فتحي البلدي يتعلقان بشبهات جدية تتعلق بصنع وتقديم شهادات جنسية وبطاقات تعريف وجوازات سفر بطريقة غير قانونية لأشخاص لم يذكر اسمائهم كما أوضح شرف الدين أن هناك شبهة إرهاب في هذا الملف بناء على أبحاث عدلية. كما كشف الوزير بأن اللجوء إلى اتخاذ قرار الإقامة الجبرية تم اثر تعطل الإجراءات القضائية رغم عدم وجود أي داعي لتعطلها، حسب قوله.
بينما قال مكتب الاتصال بالمحكمة الابتدائية بتونس أنه «بتاريخ 7 أكتوبر 2021 ورد على النيابة العمومية لدى المحكمة الابتدائية بتونس طلبا في الإذن بفتح بحث عدلي صادر عن رئيس الإدارة الفرعية للأبحاث في جرائم الإرهاب والجرائم المنظمة والماسة بسلامة التراب الوطني بخصوص توفر معلومات مفادها حصول شخص سوري الجنسية وزوجته السورية على شهادتي الجنسية التونسية خلال فترة إشراف نور الدين البحيري على وزارة العدل وحصولهما أيضا على جوازي سفر وشهادتي إقامة تم استخراجها ابان اشراف علي العريض على وزارة الداخلية بتداخل من الأمني المدعو فتحي البلدي كما تضمن نفس التقرير إن الشخص المنتفع بالجنسية وجواز السفر والإقامة سبق أن تعلقت به قضايا ارهابية ارتكبت خارج التراب الوطني.»
وفي 7 مارس 2022، أعلنت وزارة الداخلية إنهاء مفعول قراري الإقامة الجبرية المتخذة ضد البحيري والبلدي «حتى يتولى القضاء إتمام ما يتعين في شأنهما من أبحاث وإجراءات عدلية»، وغادر على إثر هذا القرار نور الدين البحيري مقر إقامته الجبرية في مستشفى الحبيب بوقطفة ببنزرت.
أُعيد إيقافه مساء الأحد 13 فبراير 2023، وذلك بعد مداهمة قوات الأمن لمنزله. أدانت حركة النهضة ما وصفته بـ"عمليات الاختطاف والتنكيل الممنهج بالمعارضين من قبل سلطة قيس سعيد"، مطالبة "بإطلاق سراح كل المعتقلين خارج إطار القانون" وفق تعبيرها. ثم أصدر أحد قضاة التحقيق بالمحكمة الابتدائية بتونس، الاثنين 14 فبراير 2023، بطاقة إيداع في حق البحيري على خلفية تصريح سابق أدلى به في يناير 2023.

## الحياة الخاصة
متزوج من المحامية سعيدة العكرمي الناشطة هي الأخرى في الجمعيات الحقوقية وعضو الهيئة الوطنية للمحامين في أكثر من دورة. وقد أنجب منها أربعة أطفال.